# نهج سيدي عبد الله قش

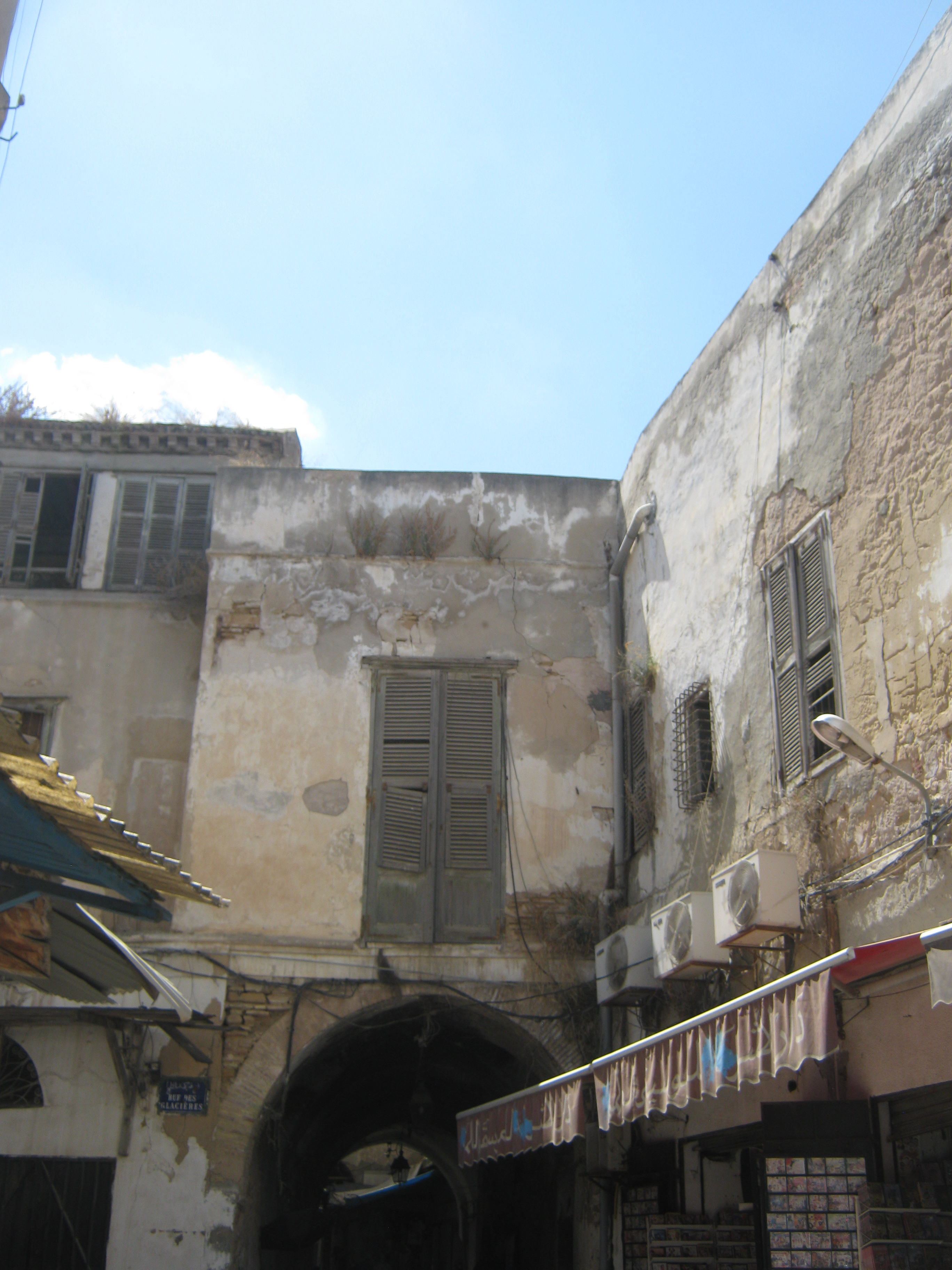
مدخل النهج

نهج سيدي عبد الله قش، يعرف رسميا بزنقة سيدي عبد الله قش، وهو بيت دعارة في تونس العاصمة، تحديدا في المدينة العتيقة. يتكون الماخور من ثلاثة أزقة متعرجة ضيقة، على  جانبي الأزقة توجد غرف متعددة حيث تحاول الفتيات جذب الحرفاء. في الأزقّة، لا يسمح بالتجوال إلا للرجال ولا تكون النساء اللاتي يعملن هناك إلا في بيوتهن.  

## التاريخ
في عام 1942، قامت الحكومة التونسية بإضفاء الشرعية على عاملات الجنس باعتبارهن «موظفات». كان عليهن التسجيل وكان عملهن يخضع لقواعد صارمة. كانت إحدى القوانين أنه لا يمكنهن العمل إلا في مناطق محددة، ولذلك تم تحديد سيدي عبد الله قش لتكون المنطقة في تونس العاصمة. غالباً ما تأتي النساء العاملات هناك من خلفيات محرومة، وعملائهن هم في الغالب من الرجال القليلي الدخل.

### بعد الثورة التونسية
بعد الثورة التونسية سنة 2011، بسبب ضعف الدولة التونسية والفوضى التي عرفتها البلاد بعد الثورة شنت جماعات سلفية أعمال ضد بيوت الدعارة، والذي تم في فترتها إحراق العديد من البعض، كما تم طرد عاملات الجنس من البعض الآخر إضافة إلى تحطيم المباني. فمثلا، في 18 فيفري 2011، حاول حشد من حوالي 2000 شخص الاستيلاء على ماخور سيدي عبد الله قش وإحراقه إلا أن محاولتهم باءت بالفشل بعد تصدي السكان  لهم وتفريقهم من قبل الشرطة. يأتي هذا الحدث في إطار حملة قادها السلفيون الذين كانوا يطالبون بإغلاق بيت الدعارة هذا والذي أدى إلى إغلاق بيوت الدعارة أخرى، كالبيوت في مدن باجة، والقيروان، ومدنين، وصفاقس وسوسة.
ومنذ تلك الحادثة، تمت إزالة لافتة الشارع  ووضع إشعار «مغلق يوم الجمعة وخلال شهر رمضان» في محاولة لاسترضاء الأصوليين السلفيين.

## الحالة المدنية
البغاء في هذا المكان ليس جريمة فهو مصرح به ويقع تحت إشراف الدولة. ونتيجة لذلك، فإن عاملات الجنس في سيدي عبد الله قش اللاتي يحملن صفة موظف مدني يتمتعن بخدمات وزارة الصحة حيث يستقبل المركز الصحي المحلي ما يقارب خمسين منهن يوميًا مقابل إجمالي 238 عاملة جنس مسجلة، إضافة إلى مساهمتهن في اقتصاد الدولة بإعتبارهن دافعات للضرائب.

## في الأدب
ذكر سيدي عبد الله قش عدد من مؤلفي الأدب التونسي. فتحدث عنه بوراوي عدة مرات في ثانوس ثاناتوس. من جانبه، وصفه عبد المجيد بوسلامة في كتابه أبواب منزل (بالفرنسية:Les portes du Menzel) على أنه مكان بدء الراوي الشاب، بالنظر إلى أن العلاقات خارج إطار الزواج أمر مستهجن للغاية من قبل المجتمع.